# Виланова (Удине)
Виланова је насеље у Италији у округу Удине, региону Фурланија-Јулијска крајина.
Према процени из 2011. у насељу је живело 2371 становника. Насеље се налази на надморској висини од 381 м.